# Bolesław Zapomniany
Bolesław Zapomniany, Bolesław Mieszkowic – rzekomy syn Mieszka II i król Polski mający panować w latach 1034–1038, o którym wzmiankę przynosi pochodząca z drugiej połowy XIII w. kronika wielkopolska. W XIX i XX w. istnienie tej postaci było obiektem sporu naukowego w polskiej mediewistyce, obecnie jednak uznaje się, że wzmianka o Bolesławie była najprawdopodobniej wynikiem wymysłu lub błędu kronikarza.

## Historia badań i źródła

### Podstawowe źródła
Kronika Galla Anonima, podstawowe źródło do historii Polski w XI w., nie wspomina o postaci Bolesława Zapomnianego – wedle niej następcą Mieszka II na polskim tronie książęcym był jedyny jego syn Kazimierz, sprawujący rządy początkowo pod opieką matki Rychezy, która została wygnana przez możnych. Po objęciu samodzielnych rządów został zmuszony przez możnych do ucieczki na Węgry:

Po śmierci więc Mieszka, który niedługo przeżył króla Bolesława, pozostał jako mały chłopaczek Kazimierz, z matką z cesarskiego rodu. Ale choć wychowywała ona syna w sposób odpowiadający jego godności i rządziła królestwem dbając o jego sławę, o ile to było możliwe dla kobiety, zdrajcy przez zawiść wypędzili ją z królestwa, zachowując jej syna na tronie dla oszukańczego pozoru. A skoro on sam dorósł i objął rządy, niegodziwcy z obawy, by nie mścił się za krzywdy matki, powstali przeciw niemu i zmusili go do udania się na Węgry.

Podobnie żadnych wzmianek na temat domniemanego innego następcy Mieszka nie ma w innych podstawowych źródłach polskich ani niemieckich. Jednak lakoniczność informacji na temat pierwszych lat po śmierci Mieszka II w źródłach pozostawiła duże pole do spekulacji na temat rozgrywających się wówczas wydarzeń.
W pochodzącej z drugiej połowy XIII w. kronice wielkopolskiej znajduje się zapis, jakoby po śmierci Mieszka II na tron wstąpił jego najstarszy syn o imieniu Bolesław, koronowany na króla, podczas gdy jego młodszy brat Kazimierz został wywieziony z Polski przez matkę, uchodzącą z kraju wskutek niegodziwości Bolesława. Bolesław miał być królem okrutnym i z tego powodu „źle zakończył życie” oraz został wymazany z listy władców Polski:

Gdy umarł [Mieszko II] w roku pańskim 1033, nastąpił po nim pierworodny syn jego Bolesław. Skoro ten został ukoronowany na króla, wyrządzał swej matce wiele zniewag. Matka jego, pochodząca ze znakomitego rodu, nie mogąc znieść jego niegodziwości, zabrawszy maleńkiego syna swego Kazimierza, wróciła do ziemi ojczystej do Saksonii, do Brunszwiku, i umieściwszy tam syna dla nauki, miała wstąpić do jakiegoś klasztoru zakonnic. Bolesław zaś z powodu srogości i potworności występków, których się dopuszczał, źle zakończył życie i choć odznaczony został koroną królewską, nie wchodzi w poczet królów i książąt Polski.

Zapis ten posłużył jako źródło informacji o Bolesławie Zapomnianym autorom późniejszych roczników: rocznika mazowieckiego, a także niektórych kodeksów późniejszego rocznika świętokrzyskiego, w którym użyto jednak imienia Władysław.

### Pierwsi historycy
Jan Długosz, który niewątpliwie znał kronikę wielkopolską, w swych Rocznikach nie wprowadził Bolesława pomiędzy władców Polski. Wspomniał natomiast o synu Mieszka II o tym imieniu, zmarłym w dzieciństwie, jeszcze za życia ojca. Także pierwsi badacze historii polskiej nie przyjmowali przekazu kroniki wielkopolskiej. Na przykład Adam Naruszewicz wskazywał, że jest ona jako źródło znacznie mniej wiarygodna niż bliższa wydarzeniom kronika Galla Anonima. Przypuszczał przy tym, że jej autor pomylił tu kilka faktów z życia Bolesława Chrobrego, który także wygnał swoją macochę.

### Spór o istnienie Bolesława w XIX w.
Około połowy XIX w. pojawili się jednak badacze, którzy uznali zapis kroniki wielkopolskiej za wiarygodny i założyli istnienie Bolesława. August Bielowski pisał, że mógł on być synem Bolesława Chrobrego, który wstąpił do klasztoru, ale opuścił go po śmierci Mieszka II i objął tron polski. Z kolei za starszego syna Mieszka II uznali go Karol Szajnocha, Anatol Lewicki i Stanisław Smolka. Przypuszczali oni, że matką Bolesława była nałożnica Mieszka, która zgodnie ze wzmianką w kronice klasztoru w Brauweiler miała podjudzać Mieszka II przeciwko Rychezie i doprowadzić do rozwodu pary królewskiej (z tej samej kroniki wnioskowali, że Kazimierz był jedynym synem Rychezy). Szajnocha dodatkowo na podstawie kroniki polsko-węgierskiej uznał, że nałożnica ta nosiła imię Dobrówka. Badacze przywoływali też przekaz Wincentego Kadłubka, zgodnie z którym wedle pewnej „tradycji” Kazimierz Odnowiciel miał być synem nałożnicy, a nie Rychezy, wskazując, że zapewne doszło tutaj do pomyłki i chodziło o Bolesława.
W latach 80. XIX w. szerszy wywód za istnieniem Bolesława Zapomnianego przedstawił Tadeusz Wojciechowski, który oprócz kroniki wielkopolskiej oparł się także na wzmiance z XIII-wiecznego żywota św. Stanisława o oddaniu Kazimierza w młodości do opactwa w Cluny i jego powrocie do Polski w celu objęciu tronu po siedmiu latach spędzonych „w habicie”. Uznał, że gdyby Kazimierz miał być jedynym synem Mieszka, nie oddano by go do klasztoru, gdyż utracono by w ten sposób następcę tronu – jeśli zatem Kazimierz znalazł się w klasztorze, Mieszko musiał mieć innego syna, który objąłby po nim tron. Brak wzmianek o mnichowstwie Kazimierza w jakichkolwiek innych źródłach, bliższych czasowo wydarzeniom (w tym kluniackich) oraz wyraźną sprzeczność z relacją Galla Anonima wyjaśniał za pomocą teorii, jakoby Wincenty z Kielczy pisząc żywot św. Stanisława opierał się na jakiejś zaginionej starszej opowieści (poemacie) o Kazimierzu, a sam Kazimierz nie był w Cluny, a którymś z polskich klasztorów, w którym obowiązywały reguły kluniackie.
Kolejnym badaczem, który uznał Bolesława za postać faktycznie istniejącą był genealog Oswald Balzer, który ujął go w swym wydawnictwie Genealogia Piastów. Do argumentów Wojciechowskiego dodał kolejny: skoro autor kroniki wielkopolskiej napisał, że Bolesława skazano na zapomnienie, musiał działać z rozmysłem w celu przywrócenia pamięci o nim, a zatem musiał mieć niepodważalne źródło o jego istnieniu. Jednocześnie Balzer badając genealogię domniemanego Bolesława przeprowadził krytykę pojawiających się wcześniej ustaleń co do życiorysu Bolesława:
- gdyby nawet wzmiankę z kroniki z Brauweiler dotyczącą rozwodu Mieszka II z Rychezą uznać za prawdziwą (a Balzer wskazywał dowody, że tak nie jest), nie ma żadnych podstaw do twierdzenia, że nałożnica ta była matką jakiegokolwiek syna – nie ma o tym jakiejkolwiek informacji w żadnym źródle, a domniemany konflikt z Rychezą musiałby nastąpić pod koniec życia Mieszka, gdy Bolesław powinien już być dojrzały (a zatem związek z nałożnicą musiałby trwać co najmniej kilkanaście lat zanim doszłoby do konfliktu);
- wzmianka z kroniki polsko-węgierskiej o rzekomej matce Bolesława (Dambrovce) odnosi się do Dobroniegi, żony Kazimierza Odnowiciela, a jej wymieniony tam syn Bolesław to Bolesław Szczodry;
- „tradycja” opisywana przez Kadłubka podaje liczne fakty z życia Kazimierza, więc nie może być wiązana z inną osobą, a fakt, że Kazimierz był ślubnym synem poświadczają liczne źródła. Ponadto, nawet gdyby nawet uznać, że doszło do przeniesienia jednego z faktów z życia Bolesława do życiorysu Kazimierza, niewiarygodne byłoby oddanie Kazimierza do klasztoru – skoro wedle zwolenników tej teorii był on jedynym synem Rychezy, a zgodnie z przekazem Galla Anonima Kazimierz trafił do klasztoru z woli obojga rodziców[8].

Balzer jednocześnie kreślił dokładne daty życia Bolesława. Jego zdaniem Bolesław miał być starszym synem Mieszka i Rychezy i urodzić się w 1014 lub 1015 (skoro małżeństwo Mieszka II i Rychezy miało miejsce w 1013, a narodziny Kazimierza Odnowiciela w 1016). Z kolei jego śmierć mogła dać okazję księciu czeskiemu Brzetysławowi I do najazdu na Polskę, który nastąpił w 1038 (zakończył się w sierpniu tegoż roku). Ponadto w tym samym roku umarł także król węgierski Stefan I, który miał internować Kazimierza z racji przyjaznych stosunków z Czechami – to miałoby sens wyłącznie, gdyby Bolesław już nie żył. Ten ostatni zatem miał umrzeć według Balzera w 1037 lub na początku 1038.
Ustaleniom Wojciechowskiego i Balzera sprzeciwił się Stanisław Kętrzyński. Wskazał on, że kronika wielkopolska jest źródłem wielce niepewnym i w wielu miejscach podaje informacje nonsensowne i niemożliwe. I choć Wojciechowski powoływał się na więcej źródeł w celu potwierdzenia istnienia domniemanej opowieści o mnichostwie Kazimierza, to spośród nich tylko kronika wielkopolska zawiera wzmiankę o Bolesławie. Kętrzyński podkreślił przy tym milczenie licznych źródeł niemieckich, które podawały przecież liczne informacje o walkach między Mieszkiem II a Bezprymem i nie miały powodów do przemilczenia podobnych zdarzeń związanych z domniemanym Bolesławem mających mieć miejsce kilka lat później. Tym bardziej do nich nie mogło odnosić się domniemane skazanie na zapomnienie Bolesława, skoro nie pochodziły z terenu Polski. Zakwestionował też hipotezę o oddaniu Kazimierza do klasztoru, dowodząc, iż źródła wskazują (zarówno Gall Anonim, jak i jeszcze wyraźniej rocznik kapitulny krakowski), że Kazimierz w klasztorze tylko pobierał nauki. Jednocześnie dokonał pozytywnej interpretacji zapisu kroniki wielkopolskiej wskazując, że najprawdopodobniej jej autor starał się wypełnić lukę wynikającą ze skromnych informacji o losach Polski po śmierci Mieszka w źródłach polskich. Wskazał bardzo duże podobieństwo pomiędzy zapisem kroniki wielkopolskiej o Bolesławie i zapisem roczników hildesheimskich o Bezprymie (gdzie pod datą 1032 zapisano, że został zabity z powodu srogich i tyrańskich rządów), co pozwoliło stwierdzić, że najprawdopodobniej doszło tu do przeniesienia informacji.

### Echa sporu w XX w.
Po wystąpieniu Kętrzyńskiego spór o istnienie Bolesława z czasem wygasł na długie lata. Hipoteza o jego istnieniu pojawiła się jeszcze w dwóch przedwojennych syntezach dziejów Polski (Stanisława Zakrzewskiego i Romana Grodeckiego), a ostatnim echem tej dyskusji był biogram domniemanego Bolesława w Polskim Słowniku Biograficznym (w tomie wydanym w 1936), autorstwa ucznia Balzera, Zygmunta Wojciechowskiego, który jednak nie przedstawił żadnych nowych argumentów. Wyjaśnienie Kętrzyńskiego (także w wydanej w 1961 pośmiertnie pracy „Polska X – XI wieku”) przyjęła zdecydowana większość ówczesnych polskich mediewistów, m.in. Kazimierz Tymieniecki, Pierre David, Kazimierz Jasiński, Tadeusz Grudziński (który szczegółowo wyjaśnił kwestię legendy o mnichostwie Kazimierza), Henryk Łowmiański.
Postać Bolesława ponownie została przywołana na karty rozważań historycznych w drugiej połowie XX w. za sprawą dwojga naukowców, którzy jednak odrzucli przekaz kroniki wielkopolskiej, uznany przez nich za niewiarygodny. Jako pierwsza, w 1964 wróciła do koncepcji istnienia Bolesława Danuta Borawska – stwierdziła, że w ustroju feudalnym książę był nieodzownym elementem aparatu państwowego, a zatem objęcie tronu książęcego w okresie między wygnaniem a powrotem Kazimierza Odnowiciela przez jakąś nieobecną u Galla Anonima postać stanowi „postulat sytuacji historycznej”. Tą postacią mógł być Bolesław Zapomniany, na co wskazuje notatka z klasztoru Brauweiler o rozwodzie Mieszka z Rychezą i małżeństwie ze Słowianką oraz informacja Kadłubka o tym, że Rycheza chciała pozbyć się pasierba, aby zapewnić tron swemu synowi. Także oddanie Kazimierza na naukę do klasztoru uznała za przeznaczenie do stanu duchownego, a numerację Bolesława Śmiałego u Galla Anonima jako drugiego tego imienia uznała za celową zmianę.
Kilkadziesiąt lat później (w 1989) za Borawską poszedł Tadeusz Wasilewski. Uznał on, że przekaz kroniki z Brauweiler jest sprzeczny z kroniką Galla Anonima, a w tej sytuacji na wiarę zasługuje raczej ten pierwszy. Z tego powodu w ślad za jedną z wersji „tradycji” przekazanej przez Kadłubka przyjął on istnienie jakiejś macochy Kazimierza Odnowiciela, negując jednocześnie przekaz Galla o kastracji Mieszka II. Zwrócił uwagę, że w modlitwie przypisywanej siostrze Kazimierza Odnowiciela, Gertrudzie znajduje się wzmianka o „braciach i siostrach”, a liczba mnoga wskazuje na więcej niż jednego brata. Przekazy późniejszych roczników uwiarygodnił za pomocą koncepcji rocznika tyniecko-krakowskiego, który miałby pochodzić z początku XII w. Z tego rocznika miał jego zdaniem korzystać czeski kronikarz Kosmas, który w swym dziele pisał, że motywem decyzji Brzetysława o najeździe na Polskę miał być fakt, że władzę sprawują „dzieci przy piersi” (a zatem zdaniem Wasilewskiego właśnie Bolesław, który miał mieć wtedy 6 lat), z tego rocznika miała też pochodzić pojawiająca się później informacja o urodzinach w 1033 Bolesława Szczodrego, w której zdaniem Wasilewskiego kronikarz popełnił błąd (jego zdaniem chodzi o Bolesława Zapomnianego). Bolesław miał być jego zdaniem władcą Polski, jednak jako małe dziecko, a czynną rolę polityczną odgrywała jedynie Rycheza (tu określona przezeń jako jego matka, wbrew wcześniejszym twierdzeniom). Oddanie Kazimierza na naukę do klasztoru (choć nie automatycznie na mnicha) miało też zdaniem Wasilewskiego wskazywać na to, że Mieszko II spodziewał się drugiego syna.

### Aktualny stan badań
Argumenty Borawskiej i Wojciechowskiego zostały odrzucone przez innych mediewistów. Istnieniu Bolesława zaprzeczali Benedykt Zientara i Jacek Hertel. Gerard Labuda podsumował krytykę ustaleń Borawskiej – podkreślając, że kronika z Brauweiler nie zna innej żony Mieszka niż Rycheza, ani innego syna niż Kazimierz, a o konsekwentnej numeracji Bolesławów pomijającej domniemanego Zapomnianego świadczą bardzo liczne źródła (nie tylko Gall Anonim, ale także m.in. Rocznik krakowski dawny, jak i dokument Bolesława Kędzierzawego). Wykazał też, że z faktu oddania na naukę do klasztoru nie można automatycznie wywodzić przeznaczenia do zakonu. Odniósł się też szczegółowo do argumentów Wojciechowskiego i wykazał, że kronika z Brauweiler nie jest sprzeczna z Gallem Anonimem, bo informacja o nałożnicy Mieszka nie przeczy przekazowi Galla. Autorzy tej kroniki także w żaden sposób nie wskazują, aby nałożnica ta miała zostać żoną Mieszka, czy matką jego syna. Modlitwę Gertrudy już Henryk Łowmiański uznał za sporządzoną według popularnego formularza, a znaczenie „braci i sióstr” wykracza poza najbliższych krewnych. Tezę o opisie zdarzeń z lat 30. XI w., zaczerpniętych z rocznika tyniecko-krakowskiego, Labuda zweryfikował negatywnie, wskazując niekonsekwencje Wasilewskiego w podejściu do źródeł, a także dowolność ich autorów w przypisywaniu dat wydarzeniom, na co istnieją liczne dowody. W innej swej pracy Labuda przeanalizował też legendę o mnichostwie Kazimierza i wskazał najbardziej prawdopodobne jej źródło – jej autor, Wincenty z Kielczy, miał połączyć opowieść o mnichostwie wnuka Kazimierza Odnowiciela Zbigniewa ze wzmiankami źródeł o oddaniu Kazimierza na naukę do klasztoru.
Wyjaśnienie źródła wzmianki o Bolesławie w kronice wielkopolskiej zaproponowane przez Kętrzyńskiego (wypełnienie luki w przekazie Galla przeniesionym z roczników hildesheimskich opisem Bezpryma) jest wciąż najbardziej prawdopodobnym rozwiązaniem problemu rzekomego Bolesława Zapomnianego, a jego argumentację przyjęła zdecydowana większość polskich mediewistów. Badacz genealogii pierwszych Piastów Kazimierz Jasiński podsumował sprawę Bolesława stwierdzając, że należy go skreślić z listy Piastów i jedynie nowe źródła mogłyby zmienić ustalenia nauki w tym zakresie. Biografka Kazimierza Odnowiciela, Klaudia Dróżdż, wskazała, że Kazimierz był jedynym synem Mieszka II.
Także w aktualnych syntezach historii Polski w średniowieczu autorstwa polskich mediewistów istnienie Bolesława Zapomnianego jest negowane (tak Jerzy Wyrozumski i Tomasz Jurek) lub wręcz cały spór jest już pomijany milczeniem (tak Stanisław Szczur). Pojawiają się jednak prace, w których Bolesław Zapomniany jest uznawany za postać faktycznie istniejącą, pochodzą jednak spoza kręgu mediewistów i – jak wskazał Gerard Labuda – charakteryzują się „błędnymi interpretacjami filologicznymi oraz rażącą nieznajomością podstawy źródłowej”.

## Bolesław Zapomniany w kulturze
Postać Bolesława Zapomnianego w literaturze polskiej pojawia się w licznych powieściach: m.in. Anny Grudzińskiej Mnich, Bogusława Sujkowskiego Bolko Zapomniany, Jadwigi Żylińskiej Odzyskana korona, Karola Bunscha Bracia i Bezkrólewie, Rafała Dębskiego Kiedy Bóg zasypia, Zbigniewa Wojtysia Pierścień Bolesława, Witolda Jabłońskiego Słowo i miecz.